# Phyllodium longipes
Phyllodium longipes är en ärtväxtart som först beskrevs av William Grant Craib, och fick sitt nu gällande namn av Anton Karl Schindler. Phyllodium longipes ingår i släktet Phyllodium och familjen ärtväxter. Inga underarter finns listade i Catalogue of Life.